# カルロ・ブラジス

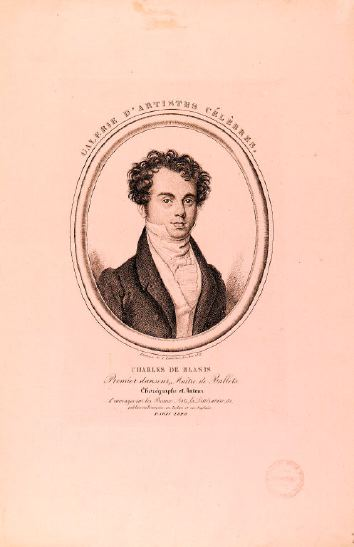
カルロ・ブラジス（1828年）

カルロ・ブラジス（Carlo Blasis、1797年11月4日 - 1878年1月15日）は、イタリアのバレエダンサー・振付家・バレエ指導者・著作家である。バレエの技法を体系化し、著作にまとめた理論家として知られる人物である。

## 生涯
ナポリで生まれ、ボルドーでジャン＝ジョルジュ・ノヴェールのバレエ理論を学び、さらにジャン・ドーベルヴァルに師事した。その後パリ・オペラ座付属のバレエ学校でも、ピエール・ガルデル（en:Pierre Gardel）の教えを受けた。彼の最初の作品は、グルックやモーツァルトなどのオペラのために振り付けられたものだった。1818年から、ミラノ・スカラ座のダンサーとなり、1826年から1830年の間はロンドンでキングズ劇場のソリスト及び振付家を務めた。サンクトペテルブルクでも踊った経験があり、ダンサーとして活躍していたが、1837年に負傷のために引退を余儀なくされた。
翌年、ミラノ・スカラ座付属バレエ学校（en:La Scala Theatre Ballet School ）の校長に就任し、1853年まで在職した。彼はワルシャワ、リスボン、パリなどの各都市にバレエ教師として招かれ、イタリアバレエの普及に努めた。特にロシアにおいて、彼がイタリアバレエの普及に果たした役割は大きかった。この時期、バレエ学校で彼の教えを受けた者の中には、後にロマンティック・バレエ期における花形バレリーナの一人となったファニー・チェリートがいた。彼の指導は極めて厳格であることで知られ、しばしば4時間も続けられることがあったといわれる。
ブラジスがバレエ史において重要とされるのは、彼が残したバレエ技法に関する著作の数々による。1820年にミラノで発行された『舞踊芸術の基礎・理論・実践』（Traité élémentaire, théorique, et pratique de l'art de la danse、1944年にニューヨークで英訳が復刊）を始めとした一連の著書は、現代に至るまでに執筆されたダンス・バレエの理論や技法などを題材にした本の中で最も重要なものの1つと評価され、今日においても使用され続けているバレエに関する古典的な語彙の数々は彼に源を発している。一例として、バレエにおけるアティチュード（attitude）と呼ばれるポーズは、後期ルネサンスからマニエリスム期にかけて活躍した彫刻家であるジャンボローニャ作のマーキュリー像から発案したものと伝えられている。
彼の構築したイタリアバレエの理論と技法は、後にエンリコ・チェケッティが引き継いで発展させることになった。ブラジスはイタリアのチェルノッビオで1878年に死去した。

## 主な著作
| 邦題                       | 原書名                                                          | 発行年など       |
| -------------------------- | --------------------------------------------------------------- | ---------------- |
| 舞踊芸術の基礎・理論・実践 | Traité élémentaire, théorique, et pratique de l'art de la danse | 1820年、ミラノ   |
| テルプシコレの法典         | The Code of Terpsichore                                         | 1828年、ロンドン |
| 舞踊に関する覚書           | Notes upon dancing                                              | 1847年、ロンドン |